# Sara Lindborg
Pour les articles homonymes, voir Lindborg.
Sara Lindborg, née le 30 novembre 1983 à Falun, est une fondeuse suédoise. Elle est spécialiste des courses de distance, notamment en style classique.

## Biographie
Membre du club de saville natale Falun, elle participe à des courses officielles à partir de 2002 et aux Championnats du monde junior en 2003. En février 2004, elle est au départ de sa première course de Coupe du monde à Umeå. Aux Championnats du monde des moins de 23 ans en 2006 à Kranj, elle se classe notamment septième du dix kilomètres classique, résultat qui suit un premier podium dans la Coupe de Scandinavie. C'est en fin d'année 2006, que Lindborg marque ses premiers points en Coupe du monde avec une 28e place à La Clusaz. Le lendemain, avec ses coéquipières du relais, elle se classe deuxième et monte sur son premier podium à ce niveau.
En janvier 2007, elle arrive douzième du dix kilomètres classique à Otepää, précédant sa participation aux Championnats du monde à Sapporo,  où son meilleur résultat est seizième du trente kilomètres classique.
En 2008 et 2009, alors que ses résultats individuels stagnent, elle ajoute deux podiums en relais, dont une victoire à Beitostølen en compagnie d'Anna Olsson, Anna Haag et Charlotte Kalla.
Elle n'a pas pu participer à l'édition 2010 des Jeux olympiques, en raison d'une blessure au poignet contractée au Tour de ski un mois plus tôt.
Lors de la saison 2013-2014, elle établit de loin son meilleur classement général en Coupe du monde, cela grâce à sa performance sur le Tour de ski, où elle prend la onzième place finale et la neuvième place notamment sur le cinq kilomètres classique à Val di Fiemme et aux Finales de Falun, où elle finit 14e. Entre-temps, pour sa seule sélection aux Jeux olympiques, à Sotchi, elle arrive 18e du skiathlon, 15e du dix kilomètres classique et 36e du trente kilomètres libre.
Après la saison 2014-2015, elle se consacre davantage aux courses longue distance de Ski Classics, terminant notamment troisième de la Vasaloppet et de la Marcialonga en 2017.

## Palmarès

### Jeux olympiques d'hiver
| Épreuve / Édition | Sprint | Sprint                           | 10 km                            | 10 km     | Skiathlon 2 × 15 km | 30 km | Relais | Relais   |
| Épreuve / Édition | libre  | classique                        | libre                            | classique | Skiathlon 2 × 15 km | 30 km | Sprint | 4 × 5 km |
| JO 2014 Sotchi    | —      | Épreuve inexistante à cette date | Épreuve inexistante à cette date | 15e       | 18e                 | 36e   | —      | —        |

Légende :
- : pas d'épreuve
- — : Non disputée par Lindborg

### Championnats du monde
| Épreuve / Édition     | Sprint                           | Sprint                           | 10 km                            | 10 km                            | Poursuite 2 × 7,5 km | 30 km | Relais | Relais   |
| Épreuve / Édition     | libre                            | classique                        | libre                            | classique                        | Poursuite 2 × 7,5 km | 30 km | Sprint | 4 × 5 km |
| Mondiaux 2007 Sapporo | Épreuve inexistante à cette date | —                                | 24e                              | Épreuve inexistante à cette date | 31e                  | 16e   | —      | —        |
| Mondiaux 2011 Oslo    | —                                | Épreuve inexistante à cette date | Épreuve inexistante à cette date | 25e                              | 30e                  | 30e   | —      | —        |

Légende :
- : pas d'épreuve

### Coupe du monde
- Meilleur classement général : 26e en 2014.
- Meilleur résultat individuel : 11e lors du Tour de ski 2013-2014, 9e sur une étape.
- 4 podiums en relais : 1 victoire, .

#### Classements par saison
| Saison    | Classement général final | Classement distance |
| 2006-2007 | 65e                      | 41e                 |
| 2008-2009 | 64e                      | 50e                 |
| 2009-2010 | 88e                      | 62e                 |
| 2010-2011 | 71e                      | 51e                 |
| 2011-2012 | 78e                      | 57e                 |
| 2012-2013 | 79e                      | 59e                 |
| 2013-2014 | 26e                      | 24e                 |
| 2014-2015 | 69e                      | 47e                 |

### Coupe de Scandinavie
- 8e du classement général en 2009.
- 4 podiums, dont 1 victoire.